# 五十嵐金弥
五十嵐金弥（いからし きんや）は日本の柔術家である。
気楽流13世師範。別名、五十嵐弥五右衛門という。

## 経歴
五十嵐金弥は酒井氏伊勢崎藩御料地　2町13村の一つの、上州佐位郡茂呂村（現在の群馬県伊勢崎市茂呂町）の百姓。金弥と称し後に弥五右衛門と改める。
柔術を好み気楽流12世であった児嶋善兵衛につきそいて、飯塚臥龍斎の下で気楽流を学び13世となる。
数年で奥儀を極め、その名は四方に広まったとされる。
晩年、伊勢崎侯の酒井氏より管内取締吏に任命され帯刀を許され月俸若干を賜った。
晩年、領主である酒井信濃守より管内取締吏に任命され、百姓分であったが帯刀を許され月俸若干を賜った。
風流洒落を好み俳歌五山と号した。
1850年9月9日（嘉永3年戌8月4日）、享年七十六歳で亡くなる。安政7年、奥沢七事斎の浅草寺額には五十嵐金吾とのみ記載